# Кастело д'Арджиле
Кастѐло д'Арджѝле (на италиански: Castello d'Argile, на местен диалект Castè d'Èrzel, Касте д'Ердзел) е градче и община в северна Италия, провинция Болоня, регион Емилия-Романя. Разположено е на 23 m надморска височина. Населението на общината е 6419 души (към 2010 г.).